# Ringburg von Lyby
Koordinaten: 59° 23′ 11″ N, 10° 41′ 56″ O
Die Ringburg von Lyby ist eine archäologische Entdeckung aus dem Jahre 2002, die in Østfold, Südost-Norwegen gemacht wurde. Der Weiler Søndre Lyby ist ein Ortsteil der Gemeinde Moss.
Die Ringburg von Lyby wurde durch ein Forschungsprojekt entdeckt, das mit Hilfe von Satellitenfotos bisher unauffindbare archäologische Bodendenkmäler orten soll, hierbei werden farblich modifizierte Spektralaufnahmen analysiert. Das Bodendenkmal war bisher mit Hilfe der klassischen Luftbildauswertung nicht auffindbar gewesen. Es handelt sich offenbar um einen Ringwall mit einem Durchmesser von 140 m und einer Wallbreite von 12 bis 13 m.
Die Anlage wird in das 10. Jahrhundert datiert. Sie wird den übrigen Wikingerburgen in Dänemark und Schweden zur Seite gestellt. Zu dieser Zeit war der Oslofjord und damit auch Østfold Herrschaftsgebiet des dänischen Königs. Man hatte deshalb schon lange im Oslofjord nach Ringburgen gesucht. Der alte Name Trælaberg für Oslo aus der Zeit der dänischen Herrschaft und der Name Tønsberg wurden mit Trelleborg zusammengebracht. Diese archäologische Suche blieb bislang erfolglos.
Der Name Lyby gilt als aus Ly von "lýðr, ljóðr" = Volksversammlung und "by" = Ort zusammengesetzt, Ort, auf dem  sich viele Menschen versammeln. Es gibt auch ein Lyby in Viborg Amt auf Jütland, wo sich ebenfalls eine Ringburg befindet.
Ein weiteres Indiz für die dänische Herrschaft an diesem Ort ist der Goldsporn, der 1872 in Rygge, und ein dazugehörender Beschlag, der 1917 in der Nähe gefunden wurde. Der Beschlag war für den Lederriemen, mit dem der Sporn am Stiefel des Reiters befestigt wurde. Fundort war das 800 m von Lyby entfernt liegende Værne Kloster. Der Goldsporn bildeten ab 30. September 1984 das Wappen der ehemaligen Kommune Rygge. Sporen aus Gold waren im 10. Jahrhundert nur den allerobersten Kreisen des Reiches vorbehalten. Der Sporn ist aus 22,5 Karat Gold. Die Ziselierung ist ohne Vorbild in Norwegen. Einige Forscher weisen die Ziselierung dem Jellingstil zu, andere dem Hiddenseestil, der im nächsten Umkreis um Harald Blauzahn verwendet wurde. Bei der Ringburg von Borgeby in Schonen wurde eine Goldschmiedewerkstatt aus der zweiten Hälfte des 10. Jahrhunderts ermittelt, in der unter anderem Schmuck im Hiddenseestil gefertigt worden war.